# Silvana Papini
Silvana Papini (ur. 27 stycznia 1988 w Belo Horizonte) – brazylijska siatkarka, reprezentantka kraju grająca jako atakująca. Obecnie występuje w drużynie Grêmio de Vôlei Osasco.

## Kariera
| Klub                          | Kraj     | Od        | Do        |
| Clube Desportivo Macaé Sports | Brazylia | 2005–2006 | 2005–2006 |
| Grêmio de Vôlei Osasco        | Brazylia | 2006–2007 | 2008–2009 |
| Minas Tênis Clube             | Brazylia | 2009–2010 | ...       |

### Sukcesy
- Klubowe Mistrzostwa Świata
  -  2011